# Aspasia variegata

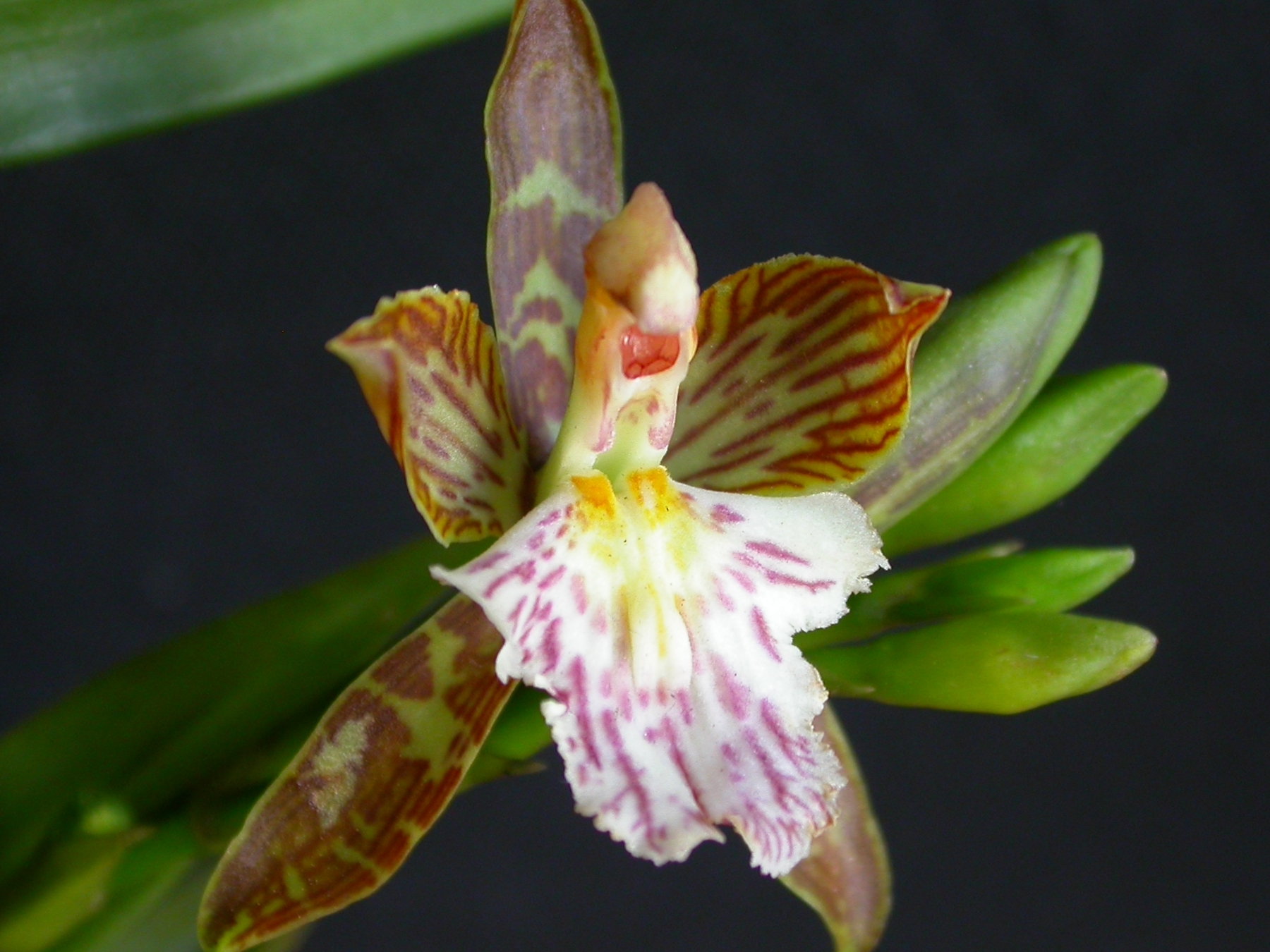
Aspasia variegata

Aspasia variegata là một loài lan phổ biến ở vùng Amazon., và ở độ cao 200–1300 m ở Bolivia.
Aspasia variegata được tìm thấy ở các khu rừng mở trên các vùng đất khô và ngập nước, thường trên các nhánh cây vươn ra mặt nước.

## Hình ảnh

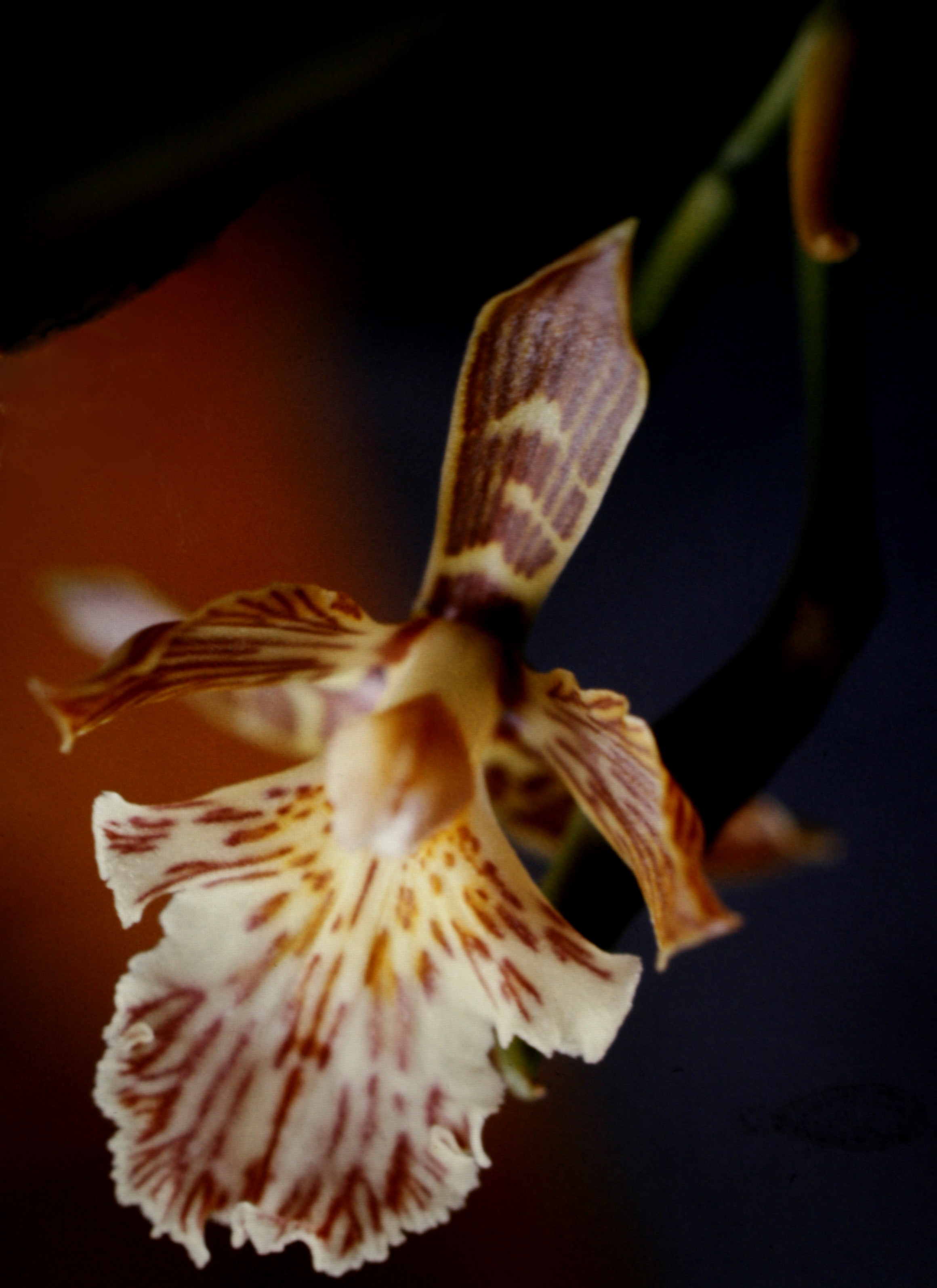
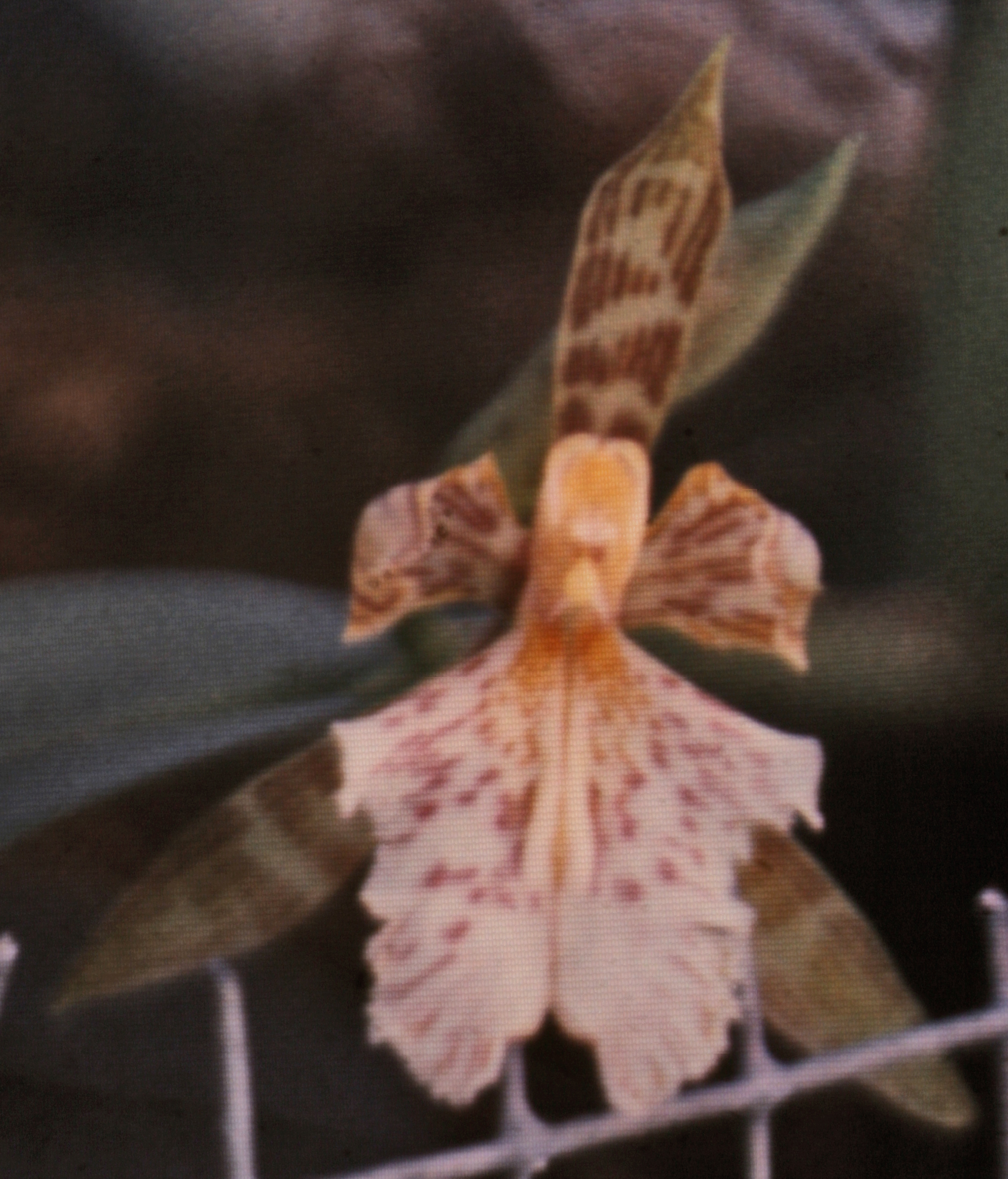
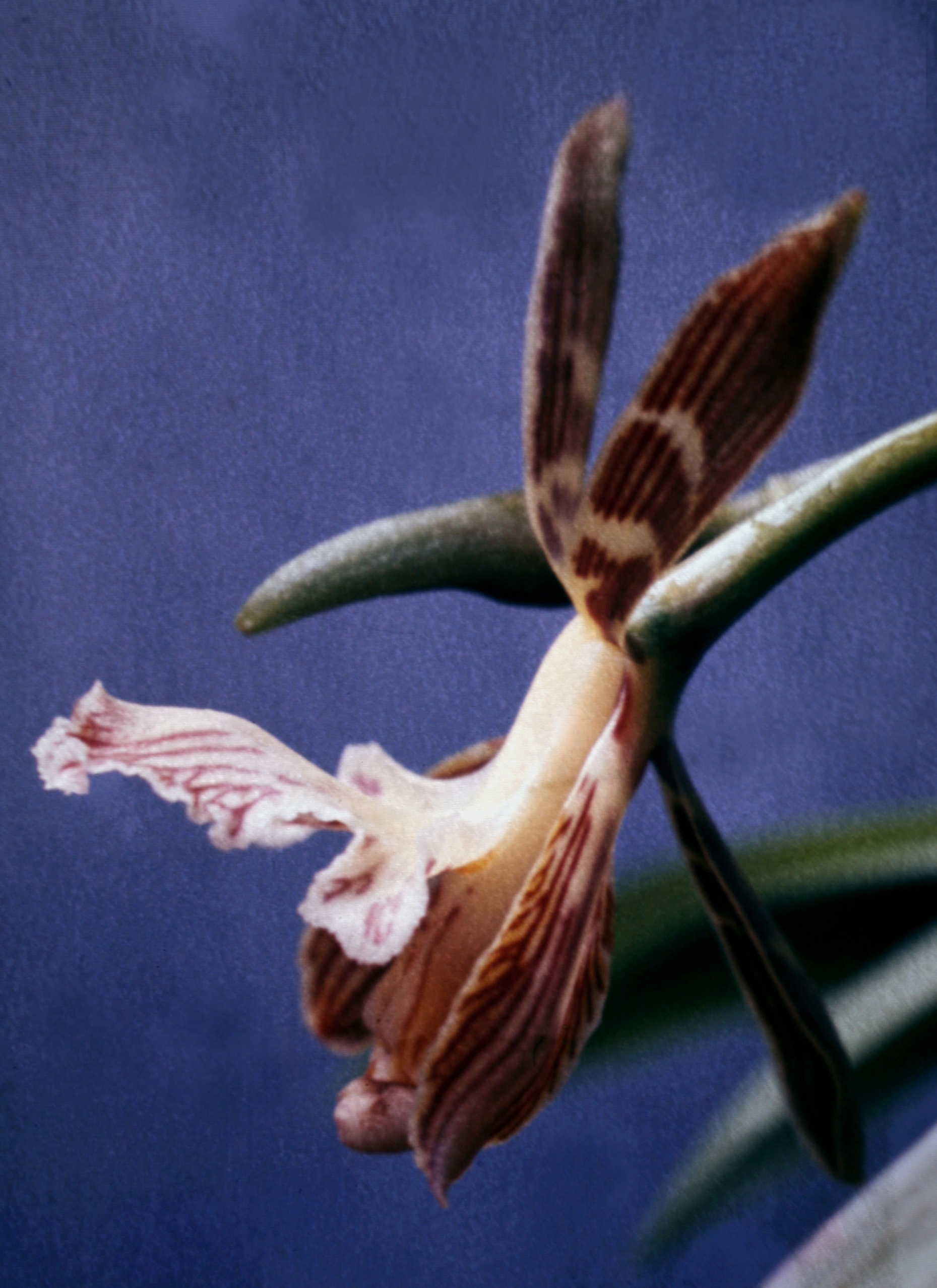
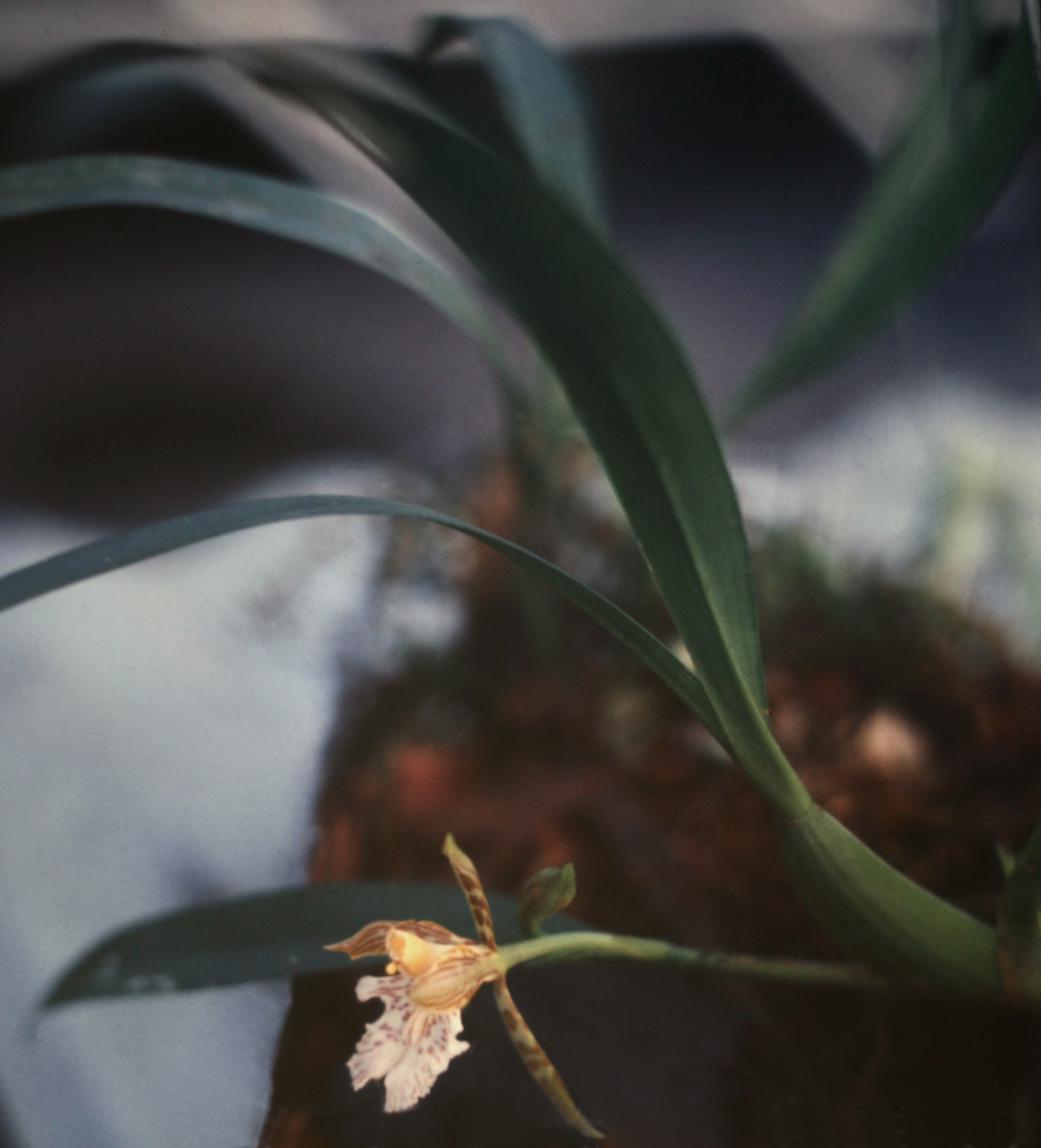